# Vaccinstam
Een vaccinstam van een bacterie of virus, is de stam die gebruikt werd om het vaccin te maken. Dit staat in tegenstelling tot de veldstam die in de vrije natuur voorkomt.
De vaccinstam wordt zelf uit de natuur gehaald, maar tegen de tijd dat hij verwerkt wordt in een vaccin, zijn er in de veldstam alweer mutaties opgetreden, waardoor het vaccin geen volledige bescherming meer biedt.